# Леопард (роман Ю Несбё)
«Леопард» (норв. Panserhjerte) — остросюжетный роман современного норвежского писателя Ю Несбё. Восьмой в серии книг об инспекторе полиции и сотруднике убойного отдела Харри Холе. Непосредственно «Леопард» — не есть дословный перевод оригинального названия произведения; «Panserhjerte» с норвежского языка означает скорее «Бронированное сердце», что больше характеризует самого Холе, в то время как перевод английских и русскоязычных переводчиков является негласным именем убийцы.
Сюжет книги разворачивается после происшествий книги Снеговик. Харри уехал в Гонконг на полгода, после чего за ним отправили сотрудницу полиции, дабы он помог найти нового норвежского серийного убийцу. Новый убийца опаснее, он подкрадывается незаметно, словно леопард, набрасываясь на свою жертву. Убивает ее очень изощренным способом, с помощью небольшого металлического шарика с потайными иглами.
Сможет ли Харри остановить и этого серийного убийцу? Сможет ли победить свои зависимости? Ответы на эти вопросы вам будут известны после прочтения увлекательного романа Ю Несбе.

## Отзывы и критика
«Даже на фоне других романов Несбё семисотстраничный „Леопард“ смотрится немного избыточно и барочно — нечто вроде показательного выступления, призванного продемонстрировать читателю виртуозное владение всем детективным инструментарием. От наркоманских притонов Гонконга через равнины Конго сюжет лихим зигзагом выруливает к норвежскому высокогорью, а жертвы злодея предпочитают гибнуть самыми экзотическими способами», — пишет Галина Юзефович. — «Восьмой по счёту роман из цикла детективов о Харри Холе — безусловный шедевр и вершина творчества Несбё на сегодняшний день. Сумрачный, порой по-настоящему страшный, местами щемяще пронзительный и каждую минуту совершенно непредсказуемый „Леопард“ — из числа тех книг, в которых при всем неимоверном обилии деталей нет ничего лишнего. Наблюдать за тем, как строго в нужный момент стреляют любовно развешанные автором по стенам ружья, — удовольствие не столько интеллектуальное, сколько эстетическое.»